# Tratado de Irigoyen - Machain

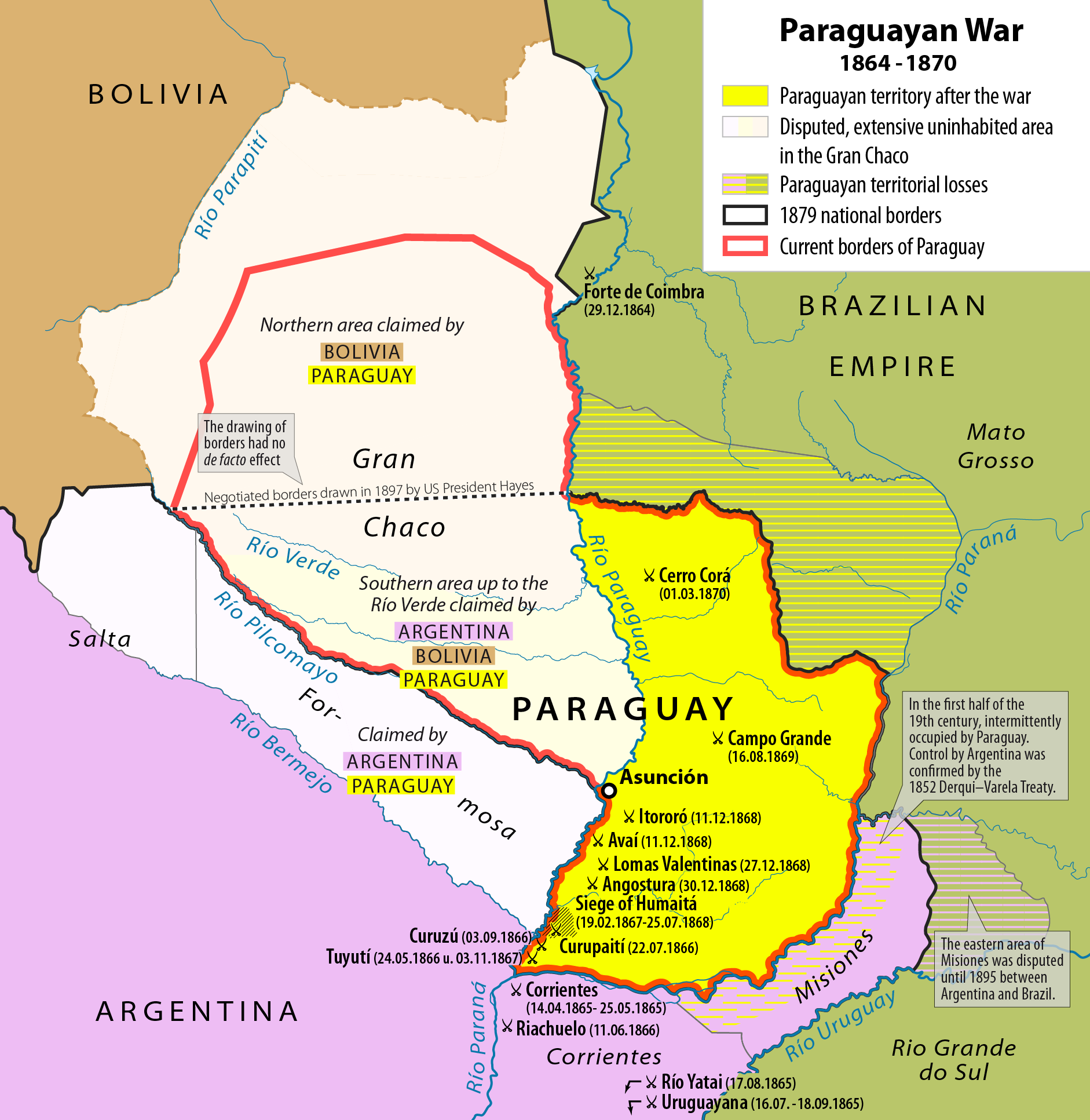
Perdas territoriais do Paraguai após a Guerra do Paraguai

O Tratado de Irigoyen - Machain foi um tratado de limites territoriais assinado em Buenos Aires no dia 3 de fevereiro de 1876 entre o Paraguai e a Argentina. Concluído após a Guerra do Paraguai, foi assinado por Facundo Machaín e Bernardo de Irigoyen. 
Satisfez a maioria das reivindicações territoriais da Argentina e levou à retirada completa das tropas aliadas do Paraguai em meados do verão de 1876. A Argentina ganhou a disputada província de Misiones e todas as terras ao sul do rio Pilcomayo, que forma a província de Formosa. A Argentina desistiu de reivindicar a Villa Occidental. Apenas a questão do Chaco Boreal (Chaco do Norte) ficou por resolver.
O Império do Brasil havia assinado o Tratado Loizaga - Cotegipe com o Paraguai em 1872 e agora fez muito para ajudar o Paraguai em suas negociações com a Argentina. O Paraguai, com apoio brasileiro, recusou-se a abrir mão do território do Chaco e ambos os lados concordaram com a arbitragem internacional pelo presidente dos EUA, Rutherford B. Hayes, que, em 12 de novembro de 1878, decidiu a favor do Paraguai. Em sua homenagem, foi criado o Departamento Presidente Hayes. Essa decisão criou um escândalo na Bolívia, que reivindicou grande parte da região disputada do Chaco. O conflito não resolvido levaria muito mais tarde à Guerra do Chaco entre 1932 e 1935.